# حملات هوایی دسامبر ۲۰۲۴ اسرائیل به یمن
در دسامبر ۲۰۲۴، اسرائیل در واکنش به حملات حوثی‌ها به مناطق جمعیتی در اسرائیل، چندین حمله علیه حوثی‌ها، یک شبه‌نظامی شیعه تحت حمایت ایران، انجام داد. صبح روز ۱۹ دسامبر ۲۰۲۴، اسرائیل چند حمله هوایی در غرب یمن تحت عملیاتی با نام «عملیات شهر سفید» (عبری: מבצע העיר הלבנה‎) انجام داد. همچنین در تاریخ ۲۶ دسامبر، نیروی هوایی اسرائیل حمله‌ای دیگر را علیه فرودگاه بین‌المللی صنعا و بندر الحدیده انجام داد. گزارش‌ها حاکی از آن است که این حملات با همکاری نیروهای نظامی ایالات متحده و بریتانیا صورت گرفته است.
در فاصله میان این حملات، نخست‌وزیر اسرائیل بنیامین نتانیاهو گفت: «حوثی‌ها هم خواهند آموخت آنچه حماس، حزب‌الله، رژیم اسد و دیگران آموختند — حتی اگر زمان ببرد، این درس در سراسر خاورمیانه آموخته خواهد شد.»

## حمله ۲۶ دسامبر
در این حملات حداقل ۹ نفر کشته و ۳ نفر دیگر زخمی شدند. نیروهای دفاعی اسرائیل یک بندر و یک تأسیسات نفتی در نزدیکی پایتخت صنعا را که حوثی‌ها برای عملیات نظامی خود از آن استفاده می‌کردند، هدف قرار دادند.
اسرائیل گفت که این اقدام در تلافی حملات پهپادی و موشکی حوثی‌ها علیه اسرائیل صورت گرفته است. منابع حوثی اعلام کردند که حملات اسرائیل، نیروگاه‌های برق حِیِزَز و ظهْبان در نزدیکی صنعا و همچنین بندر الحدیده و تأسیسات نفتی رأس عیسی را هدف قرار داده است.